# Hiv-fallet
Hiv-fallet är ett svenskt rättsfall från 2004. En hiv-smittad man hade haft oskyddat sex med ett stort antal icke hiv-smittade män och åtalades därför för försök till grov misshandel. Åtalet omfattade tio målsägande och 255 brottstillfällen; ingen av målsägandena hade smittats av hiv. Fallet blev uppmärksammat inom rättsvetenskapen eftersom Högsta domstolen vid sin prövning av fallet kom att ändra formerna för uppsåtsbedömning. 

## Uppsåtsfrågan
Den tilltalade erkände de oskyddade samlagen men invände att han hade så låga värden av viruskroppar i blodet att han inte kunnat överföra smittan eller i vart fall varit övertygad om att han inte kunde överföra smittan. Försvaret menade därvid att han saknade uppsåt till grov misshandel.

## Domar
Tingsrätten dömde den tilltalade till fyra års fängelse för försök till grov misshandel. Angående uppsåtet konstaterades att direkt och indirekt uppsåt saknades men att eventuellt uppsåt var uppfyllt.
Hovrättens majoritet delade tingsrättens bedömning men satte straffet till tre års fängelse. Ett hovrättsråd var skiljaktig och anförde att uppsåt saknades men att den tilltalade varit grovt oaktsam. Den skiljaktige bedömde därför gärningen som framkallande av fara för annan.
Högsta domstolen dömde den tilltalade för framkallande av fara för annan till ett års fängelse. Angående uppsåtsfrågan gjorde Högsta domstolen en längre utläggning om uppsåtsformerna vilket kom att på ett inte oväsentligt sätt ändra uppsåtsformerna och uppsåtsbedömningarna i svensk rätt. Det starkt kritiserade eventuella uppsåtet utmönstrades och en ny, i doktrin förespråkad, uppsåtsform, likgiltighetsuppsåt, infördes. Den tilltalade i fallet ansågs dock inte ha något likgiltighetsuppsåt, då någon likgiltig inställning inte kan sägas föreligga utan vidare när sannolikheten för en viss effekt/omständighet (i fallet HIV-smitta) är mycket låg.